# 29346 Маріядіна
29346 Маріядіна (29346 Mariadina) — астероїд головного поясу, відкритий 25 лютого 1995 року.
Тіссеранів параметр щодо Юпітера — 3,277.